# Ordis

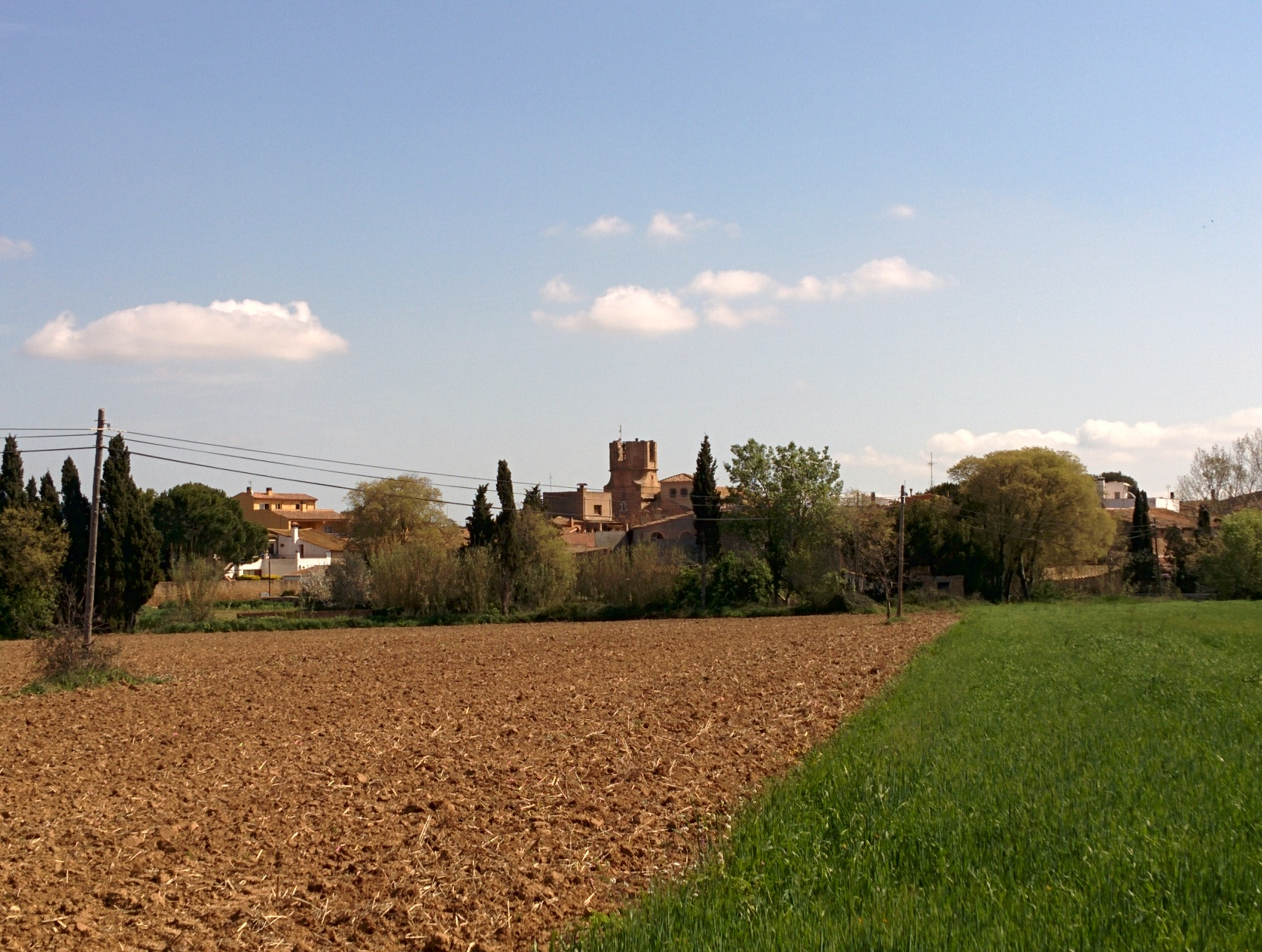
Poble d'Ordis

Ordis és un municipi de la comarca de l'Alt Empordà, pel qual hi passa la riera d'Àlguema, afluent del Manol. A l'est del terme municipal hi ha el veïnat de Pols.
Anomenat Ordeos a l'edat mitjana, en l'època moderna el lloc d’Ordis formava part, amb Navata, Espinavessa i La Palma (Cabanelles), de la baronia de Navata, depenent del comte de Peralada.

## Geografia
- Llista de topònims d'Ordis (Orografia: muntanyes, serres, collades, indrets..; hidrografia: rius, fonts...; edificis: cases, masies, esglésies, etc).

## Patrimoni històric
A l'est hi ha el petit veïnat de Pols, amb l'església de Santa Maria. Més al sud hi ha l'ermita de Sant Nicolau.

## Institucions
A la legislatura (2019-2023) l'alcaldessa era Anna Maria Torrentà Costa.

## Demografia
| Entitat de població | Habitants (2023) |
| Ordis               | 381              |
| Pols                | 12               |
| Font: Idescat       |                  |

| 1497 f | 1515 f | 1553 f | 1717 | 1787 | 1857 | 1877 | 1887 | 1900 | 1910 |
| ------ | ------ | ------ | ---- | ---- | ---- | ---- | ---- | ---- | ---- |
| 20     | 25     | 30     | 185  | 245  | 532  | 458  | 423  | 434  | 406  |

| 1920 | 1930 | 1940 | 1950 | 1960 | 1970 | 1981 | 1990 | 1992 | 1994 |
| ---- | ---- | ---- | ---- | ---- | ---- | ---- | ---- | ---- | ---- |
| 428  | 446  | 357  | 347  | 305  | 331  | 295  | 298  | 301  | 301  |

| 1996 | 1998 | 2000 | 2002 | 2004 | 2006 | 2008 | 2010 | 2012 | 2014 |
| ---- | ---- | ---- | ---- | ---- | ---- | ---- | ---- | ---- | ---- |
| 283  | 287  | 285  | 343  | 335  | 353  | 375  | 385  | 391  | 380  |

| 2016 | 2018 | 2020 | 2022 | 2024 | 2026 | 2028 | 2030 | 2032 | 2034 |
| ---- | ---- | ---- | ---- | ---- | ---- | ---- | ---- | ---- | ---- |
| 377  | 382  | 361  | 373  | 400  | -    | -    | -    | -    | -    |